# Bibliografia de Madonna
A bibliografia de Madonna, uma artista estadunidense, consiste em onze livros de mesa, onze artigos publicados em diferentes veículos da imprensa, além de ter contribuído com um texto para uma biografia. Sua incursão na literatura infantil inclui sete livros ilustrados e doze livros de capítulos. Três de suas obras alcançaram o primeiro lugar na lista de mais vendidos do The New York Times.
O livro Sex, lançado em 1992 por meio da companhia Maverick, marcou a estreia de Madonna como autora. Com imagens sexualmente explícitas e provocativas fotografadas por Steven Meisel, a obra gerou controvérsias e recebeu críticas negativas da mídia e do público. Apesar disso, obteve expressivo sucesso comercial, vendendo 1,5 milhão de exemplares. Madonna continuou a lançar livros de fotografia, como títulos ligados às suas turnês, como Madonna: The Girlie Show (1995), Madonna Confessions (2006) e Madonna: Sticky & Sweet (2009). Também escreveu prefácios, como para o livro de Alan Parker sobre a produção do filme Evita (1996), e contribuiu com um capítulo para The Emperor's New Clothes: An All-Star Retelling of the Classic Fairy Tale (1998). Além disso, escreveu colunas para publicações como Harper's Bazaar, a primeira edição da revista George e o jornal israelense Yedioth Ahronoth.
Em 2003, Madonna assinou contrato com a Callaway Arts & Entertainment. Seu primeiro lançamento foi o livro infantil The English Roses, traduzido para 42 idiomas e publicado em mais de 100 países. Que estreou no topo da lista de mais vendidos do The New York Times, onde permaneceu por um total de 18 semanas. Apresentando a história de cinco amigas, The English Roses foi interpretado por críticos como uma obra inspirada na infância de Madonna. A recepção foi mista, com elogios e críticas divididos quanto ao conteúdo e estilo narrativo. Seu segundo livro infantil, Mr. Peabody's Apples, foi lançado no mesmo ano e também estreou em primeiro lugar na lista de mais vendidos do The New York Times. Madonna continuou publicando outros títulos, como Yakov and the Seven Thieves, The Adventures of Abdi e Lotsa de Casha. Até 2007, os seis primeiros volumes de sua coleção infantil haviam ultrapassado a marca de três milhões de exemplares vendidos mundialmente.
O interesse de Madonna pela Cabala a inspirou a escrever livros infantis. Seu professor sugeriu que ela transmitisse seu conhecimento espiritual por meio de histórias. As obras de Madonna estavam imbuídas das lições que ela aprendeu na Cabala, transmitindo valores de moralidade sólida e advertindo contra os perigos da ganância e da inveja. Uma sequência de The English Roses foi lançada em 2006, intitulada The English Roses: Too Good to be True. Em 2007, a artista lançou um total de doze livros da série. O impacto da mesma no mercado editorial infantil foi notado por Ed Pilkington, do The Guardian, que observou como sua ascensão como autora contribuiu para atrair outras celebridades e editoras para o universo dos livros infantis, ampliando o alcance desse nicho literário.

## Livros de mesa
| Título                                                                     | Ano  | Outro(s) autor(es)                    | Editora                        | Identificadores                       | Notas | Ref.                 |
| -------------------------------------------------------------------------- | ---- | ------------------------------------- | ------------------------------ | ------------------------------------- | --- | -------------------- |
| Sex                                                                        | 1992 | —                                     | Maverick Warner Books Callaway | ISBN 978-84-406-3117-6 OCLC 26846575  | Com fotografias de teor erótico tiradas por Steven Meisel, o livro Sex tornou-se um fenômeno editorial. Em seu primeiro dia, ultrapassou a marca de 150 mil cópias vendidas. Em uma semana, chegou a meio milhão de exemplares e liderou a lista dos mais vendidos do The New York Times. Aclamado como o "evento editorial do século", já alcançou mais de 1,5 milhão de unidades vendidas mundialmente. | [ 13 ] [ 14 ] [ 15 ] |
| Madonna: The Girlie Show                                                   | 1995 | Glenn O'Brien                         | Callaway                       | ISBN 978-0-935112-22-1 OCLC 34731931  | Com registros fotográficos dos bastidores da turnê The Girlie Show (1993), o livro apresentou o olhar de Herb Ritts sobre os momentos íntimos e performáticos da artista. Um CD com faixas ao vivo, "Like a Virgin", "In This Life" e "Why's It So Hard", foi lançado como material complementar. | [ 16 ] [ 17 ]        |
| The Making of Evita                                                        | 1996 | Alan Parker prefácio por Madonna      | HarperCollins                  | ISBN 978-0-00-649095-1 OCLC 35318289  | Com introdução escrita por Madonna, The Making of Evita relata o processo de criação do filme musical Evita, lançado em 1996. A obra reúne mais de cem imagens e fotografias da produção. Alexandra Jacobs, da Entertainment Weekly, avaliou o livro com nota "C-", criticando as legendas das fotos e o alto preço.                                                                                      | [ 18 ]               |
| The Emperor's New Clothes: An All-Star Retelling of the Classic Fairy Tale | 1998 | Vários                                | Houghton Mifflin Harcourt      | ISBN 978-0-15-100436-2 OCLC 40712166  | Esta edição ilustrada do clássico conto de fadas de Hans Christian Andersen veio acompanhada de um CD com narrações feitas por 45 personalidades do mundo do entretenimento. Madonna contribuiu com o oitavo texto em prosa, intitulado "The Empress", com cerca de mil palavras, e é retratada no livro como uma versão em desenho animado de Maria Antonieta.                                           | [ 19 ] [ 20 ] [ 21 ] |
| X-Static Process                                                           | 2003 | —                                     | Assaf Books and Art            | ASIN B000JYDFYU                       | Em 2002, Madonna colaborou com o fotógrafo Steven Klein na instalação artística X-STaTIC PRO=CeSS. As imagens dessa colaboração foram reunidas em um livro de mesa homônimo, com mil páginas de fotografias. A autora Lucy O'Brien descreveu o conteúdo como "uma artista em seu espaço de ensaio". | [ 22 ]               |
| Nobody Knows Me                                                            | 2004 | —                                     | Boy Toy, Inc.                  | ASIN B000OCOE60                       | Disponível por tempo limitado no site oficial de Madonna, trazendo 52 páginas de imagens nunca antes divulgadas. | [ 23 ]               |
| Madonna Confessions                                                        | 2008 | Guy Oseary                            | powerHouse                     | ISBN 978-1-57687-481-3 OCLC 233939934 | Com fotos dos bastidores da turnê Confessions Tour (2006), tiradas por Guy Oseary, o livro contém 224 páginas e cerca de 250 imagens, escolhidas a dedo por Madonna e Oseary, além de citações da cantora. | [ 24 ] [ 25 ]        |
| I Am Because We Are                                                        | 2009 | Kristen Ashburn prefácio por Madonna  | powerHouse                     | ISBN 978-1-57687-482-0 OCLC 260208760 | Com imagens de Kristen Ashburn feitas para o documentário homônimo de 2007 dirigido por Madonna, o livro apresenta entrevistas, biografias de crianças malauianas e teve seus lucros revertidos para a ONG Raising Malawi. | [ 26 ] [ 27 ]        |
| Madonna: Sticky & Sweet                                                    | 2009 | Guy Oseary                            | powerHouse                     | ISBN 978-1-57687-532-2 OCLC 547415930 | Com edição do fotógrafo Tom Munro, o livro reúne imagens dos bastidores da turnê Sticky & Sweet Tour (2008–09) tiradas por Guy Oseary. Com 308 páginas, foi lançado em edição limitada de 7,500 cópias numeradas. | [ 28 ] [ 29 ]        |
| Tom Munro                                                                  | 2010 | Tom Munro prefácio por Madonna        | Damiani                        | ISBN 978-88-6208-125-2 OCLC 495778900 | Reunindo imagens de sua trajetória como fotógrafo, o primeiro livro monográfico de Tom Munro, que leva seu nome, teve como destaque na capa um retrato de Madonna, autora também do prefácio. A obra foi lançada junto a uma exposição em Paris com seus trabalhos. | [ 30 ] [ 31 ] [ 32 ] |
| Mayumi's Kitchen: Macrobiotic Cooking for Body and Soul                    | 2010 | Mayumi Nishimura prefácio por Madonna | Kodansha                       | ISBN 978-4-7700-3110-5 OCLC 456181378 | Especialista em culinária macrobiótica, Mayumi Nishimura trabalhou como chef particular de Madonna por sete anos. Em 2010, lançou o livro de receitas Mayumi's Kitchen: Macrobiotic Cooking for Body and Soul, com prefácio escrito por artista. | [ 33 ] [ 34 ]        |

## Livros infantis

### Livros ilustrados
| Título                                 | Ano  | Ilustrador               | Editora         | Identificadores                       | Notas | Ref.                 |
| -------------------------------------- | ---- | ------------------------ | --------------- | ------------------------------------- | --- | -------------------- |
| The English Roses                      | 2003 | Jeffrey Fulvimari        | Callaway/Puffin | ISBN 978-0-670-03678-3 OCLC 52765827  | Inspirado em sua filha Lourdes Leon, The English Roses é um conto moral sobre cinco amigas. O livro vendeu mais de 500 mil cópias no mundo todo em seu primeiro mês, incluindo 8 mil exemplares apenas na primeira semana no Reino Unido. Estreou em primeiro lugar na lista dos mais vendidos do The New York Times.                             | [ 5 ] [ 35 ] [ 36 ]  |
| Mr. Peabody's Apples                   | 2003 | Loren Long               | Callaway/Puffin | ISBN 978-0-670-05883-9 OCLC 52970747  | Em sua segunda aventura pelo universo dos livros infantis, Madonna apresentou Mr. Peabody's Apples, uma fábula moderna protagonizada por Billy Little, que transmite aos leitores uma valiosa lição sobre a importância da verdade. O título alcançou o primeiro lugar na lista de mais vendidos do The New York Times logo na semana de estreia. | [ 37 ] [ 38 ]        |
| Yakov and the Seven Thieves            | 2004 | Gennady Spirin           | Callaway/Puffin | ISBN 978-0-670-05887-7 OCLC 54852649  | Com ilustrações em estilo barroco criadas por Spirin, Yakov and the Seven Thieves se passa na Europa do século XVIII. A trama gira em torno de Mikhail, um menino gravemente enfermo e a busca desesperada de seus pais por uma cura. O livro estreou na sétima colocação entre os mais vendidos do The New York Times.                           | [ 39 ] [ 40 ] [ 41 ] |
| The Adventures of Abdi                 | 2004 | Olga Dugina Andrej Dugin | Callaway/Puffin | ISBN 978-0-670-05889-1 OCLC 56682267  | A obra apresenta a jornada de Abdi, um jovem aprendiz de um joalheiro mágico chamado Eli. Para divulgar o lançamento, Madonna concedeu entrevistas a revistas, emissoras de rádio e programas de televisão em Londres. | [ 42 ] [ 43 ]        |
| Lotsa de Casha                         | 2005 | Rui Paes                 | Callaway/Puffin | ISBN 978-0-670-05888-4 OCLC 58843456  | Baseado na expressão "dinheiro não compra felicidade", Lotsa de Casha apresenta uma fábula protagonizada por um galgo italiano rico e egocêntrico. Os personagens da narrativa são representados como animais, reforçando o tom alegórico da obra.                                                                                                | [ 44 ] [ 45 ] [ 46 ] |
| The English Roses and Other Stories    | 2006 | Stacy Peterson           | Callaway/Puffin | ISBN 978-0-14-180654-9 OCLC 124504717 | Acompanhado por uma embalagem temática inspirada em The English Roses, o audiolivro traz Madonna lendo a história em voz alta para seus filhos, Lourdes e Rocco. | [ 47 ]               |
| The English Roses: Too Good to be True | 2006 | Stacy Peterson           | Callaway/Puffin | ISBN 978-0-670-06147-1 OCLC 71005736  | Na sequência de The English Roses, o enredo avança à medida que as amigas se envolvem nos preparativos para o tão aguardado primeiro baile da escola. Madonna divulgou a obra com uma aparição no Home Shopping Network (HSN). | [ 47 ]               |

### Livros de capítulos
| Título                                      | Ano  | Outro(s) autor(es) | Editora         | Identificadores                       | Notas | Ref.          |
| ------------------------------------------- | ---- | ------------------ | --------------- | ------------------------------------- | --- | ------------- |
| The English Roses: Friends for Life!        | 2007 | —                  | Puffin          | ISBN 978-0-14-241114-8 OCLC 173844877 | Nicole, Amy, Charlotte, Grace e Binah, as cinco protagonistas, ganham destaque em seções especiais com perguntas e respostas, além de outros materiais complementares.                            | [ 48 ]        |
| The English Roses: Goodbye, Grace?          | 2007 | Rebecca Gomez      | Callaway/Puffin | ISBN 978-0-14-240883-4 OCLC 946594657 | Grace está assustada com o comportamento estranho de seus pais, e cabe às Rosas Inglesas descobrir o que está acontecendo.                                                                        | [ 48 ]        |
| The English Roses: The New Girl             | 2007 | Amy Cloud          | Puffin          | ISBN 978-0-14-240884-1 OCLC 173846032 | A chegada de uma amiga de Nicole a Londres desperta inseguranças entre as demais Rosas Inglesas, que temem estar sendo deixadas de lado.                                                          | [ 48 ]        |
| The English Roses: A Rose by Any Other Name | 2007 | Erica Ottenberg    | Puffin          | ISBN 978-0-14-240885-8 OCLC 173847330 | A amizade das Rosas Inglesas é colocada à prova quando surge a disputa pelo papel principal na peça da escola.                                                                                    | [ 48 ]        |
| The English Roses: Big-Sister Blues         | 2008 | Amy Cloud          | Puffin          | ISBN 978-0-14-241093-6 OCLC 183265655 | Ao saber da gravidez da mãe, Amy teme que sua vida mude para pior. Com sensibilidade e companheirismo, as Rosas Inglesas se mobilizam para mostrar a ela as alegrias de ter um irmão mais novo.   | [ 48 ]        |
| The English Roses: Being Binah              | 2008 | Erica Ottenberg    | Puffin          | ISBN 978-0-14-241095-0 OCLC 236164333 | Cansada de ser vista como "a boazinha", Binah tenta mudar sua personalidade. As Rosas Inglesas a ajudam a perceber a importância de ser fiel a si mesma.                                          | [ 48 ]        |
| The English Roses: Hooray for the Holidays! | 2008 | Amy Cloud          | Callaway/Puffin | ISBN 978-0-14-241124-7 OCLC 216938842 | Durante a troca de presentes de amigo secreto na escola, Charlotte fica determinada a encontrar o presente ideal. As Rosas Inglesas precisam lembrá-la do verdadeiro significado do Natal.        | [ 48 ] [ 49 ] |
| The English Roses: A Perfect Pair           | 2008 | Erica Ottenberg    | Puffin          | ISBN 978-0-14-241125-4 OCLC 216938890 | Envolvida em rumores e mal-entendidos na escola, Nicole acaba atrapalhando os planos para o Dia dos Namorados. Cabe às Rosas Inglesas restaurar a harmonia e garantir que a celebração aconteça.  | [ 48 ] [ 50 ] |
| The English Roses: Runway Rose              | 2009 | Amy Cloud          | Puffin          | ISBN 978-0-14-241126-1 OCLC 236345008 | Durante a semana de moda voltada para adolescentes, Amy consegue um emprego após o horário escolar. No entanto, sua empolgação com a nova rotina faz com que ela se distancie das Rosas Inglesas. | [ 48 ]        |
| The English Roses: Ready, set, vote!        | 2010 | Rebecca Gomez      | Callaway/Puffin | ISBN 978-0-14-241127-8 OCLC 268795753 | À medida que as eleições escolares se aproximam, Nicole se vê diante da oportunidade de conquistar a presidência da turma, com a habilidade estratégica de Grace à frente de sua campanha.        | [ 48 ]        |
| The English Roses: American Dreams          | 2010 | Rebecca Gomez      | Puffin          | ISBN 978-0-14-241128-5 OCLC 268795755 | As Rosas Inglesas estão de férias em lugares diferentes, e Binah decide visitar a família de Grace, em Atlanta.                                                                                   | [ 48 ]        |
| The English Roses: Catch the Bouquet!       | 2010 | Amy Cloud          | Puffin          | ISBN 978-0-14-241129-2 OCLC 318408057 | A Srta. Fluffernutter e o pai de Binah estão organizando uma cerimônia de casamento impecável, com a intenção de celebrar sua união de forma inesquecível.                                        | [ 48 ]        |

## Artigos
| Título                                   | Ano  | Tipo de publicação | Publicação          | Identificadores               | Notas | Ref.          |
| ---------------------------------------- | ---- | ------------------ | ------------------- | ----------------------------- | --- | ------------- |
| The Day I Made the 'Like a Virgin' Video | 1985 | Revista            | Star Hits           | ISSN 0260-3004                | Madonna escreveu sobre as filmagens do videoclipe da canção "Like a Virgin" (1984). | [ 51 ]        |
| Madonna Makes Dance                      | 1994 | Revista            | Harper's Bazaar     | ISSN 0017-7873                | Madonna escreveu sobre seu encontro com a dançarina Martha Graham e seus primeiros dias em Nova Iorque como dançarina. | [ 52 ]        |
| If I Were President                      | 1995 | Revista            | George              | ISSN 1084-662X                | Em suas declarações sobre o que faria como presidente, Madonna mencionou a intenção de aumentar os salários dos professores, colocando-os acima das estrelas de cinema, além de apoiar a inclusão de pessoas LGBT nas forças armadas.                  | [ 53 ]        |
| Me, Jean-Michel, Love and Money          | 1996 | Jorrnal            | The Guardian        | ISSN 0261-3077                | Em um relato pessoal, Madonna escreveu sobre seu relacionamento com o artista Jean-Michel Basquiat, no contexto de uma exposição de suas obras na Serpentine Gallery, em Londres, evento que foi patrocinado por ela.                                  | [ 55 ]        |
| Madonna's Evita Diaries                  | 1996 | Revista            | Vanity Fair         | ISSN 0733-8899 OCLC 824601197 | Diário escrito por Madonna sobre as filmagens de Evita. | [ 56 ]        |
| I'm Going to Miss You Gianni             | 1997 | Revista            | Time                | ISSN 0040-781X OCLC 1311479   | Madonna prestou uma homenagem póstuma ao seu amigo, o renomado estilista Gianni Versace, após sua trágica morte, ocorrida duas semanas antes, quando ele foi assassinado na porta de sua casa por Andrew Cunanan.                                      | [ 57 ]        |
| Madonna's Indian Summer                  | 1998 | Revista            | Rolling Stone       | ISSN 0035-791X OCLC 865185925 | Madonna compartilhou memórias de sua infância no verão, destacando as atividades de jardinagem realizadas com seu pai e as canções que mais gostava naquela estação. A capa foi fotografada por David LaChapelle, apresentando-a como uma deusa hindu. | [ 58 ]        |
| The Right Note in East Harlem            | 1998 | Jornal             | New York Daily News | OCLC 137349460                | A violinista norte-americana Roberta Guaspari inspirou o filme Music of the Heart, no qual Madonna foi inicialmente escalada para o papel principal, mas deixou o projeto devido a diferenças criativas com a direção.                                 | [ 59 ] [ 60 ] |
| What I Know Now                          | 2004 | Revista            | People              | ISSN 0093-7673 OCLC 1792449   | Na edição de 30 anos da revista People, foi pedido a pessoas da indústria do entretenimento, incluindo Madonna, que escrevessem sobre o momento que definiu suas carreiras. Ela escreveu sobre como a Cabala mudou sua vida.                           | [ 61 ]        |
| How My Life Changed                      | 2009 | Jornal             | Yedioth Ahronoth    | LCCN nr92-743                 | Madonna escreveu sobre como a Cabala a levou ao despertar espiritual quando estava grávida de sua filha Lourdes. | [ 62 ]        |
| Truth or Dare? Madonna's Back            | 2013 | Revista            | Harper's Bazaar     | ISSN 0017-7873                | Madonna compartilhou suas reflexões sobre a ousadia que a caracterizou na indústria musical, além de relatar uma experiência traumática de abuso, quando foi estuprada sob a mira de uma arma, durante seus primeiros dias em Nova Iorque.             | [ 63 ]        |

## Biografia
| Título                                 | Ano  | Outro(s) autor(es)     | Editora        | Identificadores                       | Notas | Ref.   |
| -------------------------------------- | ---- | ---------------------- | -------------- | ------------------------------------- | --- | ------ |
| Keith Haring: The Authorized Biography | 1992 | Escrito por John Gruen | Fireside Books | ISBN 978-0-671-78150-7 OCLC 906277951 | Madonna relembrou sua amizade com Keith Haring em um capítulo sobre a juventude deles em Nova Iorque, destacando os momentos vividos no início de suas carreiras. | [ 64 ] |